# Brainville (Manche)
Brainville település Franciaországban, Manche megyében. Lakosainak száma 213 fő (2022. január 1.). Brainville Gratot, La Vendelée és Gouville-sur-Mer községekkel határos.

## Népesség
A település népességének változása:
| Lakosok száma | 146  | 118  | 131  | 170  | 228  | 226  | 215  | 212  | 210  | 213  |
|               | 1968 | 1982 | 1990 | 2006 | 2013 | 2015 | 2017 | 2019 | 2020 | 2022 |